# معاني الحروف (للرماني)
معاني الحروف كتاب في حروف المعاني من مصنفات أبي الحسن الرماني. وقيل أنه نقل عن كتاب الحروف لأرسطاليس.

## وصلات خارجية
- تصفح الكتاب